# Astragalus guzelsuensis
Astragalus guzelsuensis es una especie de planta del género Astragalus, de la familia de las leguminosas, orden Fabales.

## Distribución
Astragalus guzelsuensis se distribuye por Turquía.

## Taxonomía
Fue descrita científicamente por F. Ghahrem., Behçet & Demir. Fue publicada en Ann. Bot. Fenn. 46: 151 (2009).